# 赵方济
赵方济（F.Xavier Maresca，1806年—1855年11月2日）是一位意大利传教士，那不勒斯圣家会，天主教南京教区主教（1849年-1855年）。 

## 生平
1806年出生于意大利那不勒斯，1840年来华传教。他曾去湖北传教。1847年，在上海浦东金家巷被祝圣为南京教区副主教。1848年罗伯济主教辞职后，担任天主教南京教区主教，驻扎上海董家渡。将原有洋泾浜住所（今四川南路）让给法国驻上海总领事馆。1855年4月因病回罗马，向教廷建议将南京教区委托给耶稣会（1856年教廷采纳这一建议）。
1855年11月2日在意大利那不勒斯去世。

## 纪念
1920年代，上海法租界西部高级住宅区内的一条街道以赵方济命名为赵主教路（Route Mgr. Maresca），即今日徐汇区的五原路。